# Glenea subgrisea
Glenea subgrisea é uma espécie de escaravelho da família Cerambycidae. Foi descrita por Stephan von Breuning em 1958.